# Fedor Pečak
Fedor Pečak, slovenski ortoped, * 1935.

## Odlikovanja in nagrade
Leta 1998 je prejel častni znak svobode Republike Slovenije z naslednjo utemeljitvijo: »za zasluge pri uveljavljanju rotarijskega gibanja v Sloveniji, za izpopolnjevanje njegovega humanitarnega poslanstva ter še posebej za strokovno delo na področju ortopedije«.